# Znak ladice
Znak ladice medicinski je znak koji pokazuje puknuće prednje ukrižene sveze (lat. ligamentum cruciatum anterius) ili stražnje ukrižene sveze (lat. ligamentum cruciatum posterius) u zglobu koljena. Razlikujemo znak prednje ladice za puknuće prednje i znak stražnje ladice za puknuće stražnje ukrižene sveze.
Ispitivanje se izvodi tako da ispitanik leži na leđima s ispitivanom nogom savijenom u zglobu kuka pod kutom od 45 stupnjeva, u zglobu koljena savijenom pod kutom od 90 stupnjeva i sa stopalom ravno položenim na podlogu. Ispitivač sjedne na stopalo ispitivane noge, s obje ruke obuhvaća ispitivanu goljeničnu kost (lat. tibia) i povlači je prema naprijed i prema straga. Ako ispitivač uspije povuči prema naprijed potkoljenicu ispitivane noge više nego potkoljenicu zdrave možemo govoriti o istegnuću ili puknuću prednje ukrižene sveze. Kod rupture stražnje ukrižene sveze primjećujemo spuštanje (denivelaciju) potkoljenice u odnosu prema zdravoj u položaju ispitivanja bez upotrebe ruku. To se događa zato što bez stražnje sveze i sama težina potkoljenice dovoljna je da se goljenična kost pomakne prema straga, tako da prilikom ispitiavnja znaka stražnje ladice često se potkoljenica i ne može dalje gurnuti nego što je. 
Poseban test koji je proizašao iz ispitivanja znaka ladice je Lachmannov test, koji se koristi s otkrivanje puknuća prednje sveze i smatra se osjetljivijim i pouzdanijim testom za tu dijagnozu.